# We Run the Night
We Run the Night è un singolo della disc jockey australiana Havana Brown. Il brano è stato poi incluso nell'EP When The Lights Go Out e nell'album Flashing Lights.

## Tracce
1. We Run The Night
2. Big Banana